# Leptodactylus camaquara
Leptodactylus camaquara é uma espécie de anfíbio  da família Leptodactylidae.
É endémica do Brasil.
Os seus habitats naturais são: savanas húmidas, matagal húmido tropical ou subtropical, pântanos, marismas intermitentes de água doce e pastagens.
Está ameaçada por perda de habitat.